# Teodoro Trivulzio
Teodoro Trivulzio, franciásan Théodore de Trivulce (Milánó, 1456/1458 – Lyon, 1532), Pizzighettone márkija, itáliai condottiero (zsoldosvezér) az itáliai háborúk idején. Nagybátyja, Gian Giacomo Trivulzio nyomdokain járva eleinte nápolyi szolgálatban állt, majd VIII. Károly, XII. Lajos és I. Ferenc francia királyok hadvezére lett. Franciaország marsalljaként és Lyon kormányzójaként fejezte be életét.

## Származása, pályája
Régi milánói arisztokrata családból származott. Ősei, az első Trivulziók már 1120-ból származó dokumentumokban szerepeltek. Apja Pietro Trivulzio († 1473), édesanyja Laura Bossi. Katonai pályafutását I. Ferdinánd nápolyi király (ur. 1458–1494) udvarában kezdte, ahol Gian Giacomo nevű unokatestvére (1440 k.–1518) az 1490-es évek elejére a hadsereg főparancsnoka lett. Teodoro a basilicatai Lauria grófja és a calabriai Villamaina ura lett, 1495-ben pedig II. Alfonz király (ur. 1494–1495) tanácsadójává nevezték ki. Ebben az évben VIII. Károly francia király csapatai lerohanták a Nápolyi Királyságot, II. Alfonz elmenekült, Gian Giacomo Trivulzio fővezér pedig átállt a franciákhoz unokatestvérével együtt.
Teodoro Trivulzio igazán XII. Lajos idején tűnt ki, leginkább az 1500–1512 között Milánóban helytartóskodó unokafivére alatt. A Velencei Köztársaság ellen 1509-ben vívott agnadellói csata során a francia előörsben harcolt 30 lombard gyalogos és 60 íjász élén; 1512-ben a Gaston de Foix-Nemours seregében harcolva szerepe volt a ravennai győzelemben, a vesztes paviai csatában pedig ő volt a francia sereg egyik fővezére nagybátyja és La Palice marsall mellett.
1513-ban a francia király szolgálatában hadnagyként, 1516-től pedig főkapitányként szolgált a velencei seregben. 1514-ben a XII. Lajos Pizzighettone márkijává nevezte ki. Odet de Foix-Lautrec marsall oldalán harcolt 1521-ben Parma és 1522-ben Pavia ostrománál. 1524 végén a Milánói Hercegség kormányzójává nevezték ki, de az 1525 februárjában lezajlott paviai csatavesztés nyomán el kellett hagynia a várost és a tartományt. A vereség után ő vezette Franciaországba a sereg maradékait.
I. Ferenc néhány nappal azután, hogy hazatért spanyolországi fogságából, 1526. március 23-án Franciaország marsalljává nevezte ki a Paviánál elesett La Palice helyére, a következő évben pedig Genova kormányzójának tette meg, ám az Andrea Doria által ostromlott várost 1528-ban el utánpótlás híján fel kellett adnia. Ez nem jelentett törést a pályafutásában: év végén Lyon kormányzójává nevezték ki, amely pozícióját 1532 őszén bekövetkezett haláláig megőrizte. Pompás temetése után a lyoni Notre-Dame-de-Confort jakobinus templomban helyezték örök nyugalomra. Kormányzósága idején nagyban támaszkodott unokaöccsére, Pomponio Trivulzio (Pomponne de Trivulce) helytartóra, aki halála után átvette Lyon kormányzóságát.

## Házassága, utódai
Felesége a ferrarai Bona Bevilacqua (†1530), Galeotto Bevilacqua maleói márki és maccastornai gróf, valamint Antonia Pallavicino leánya volt, akitől egy leánya született, Giulia Trivulzio. Giulia Teodoro fiatalon meghalt unokatestvére, Gian Niccolò Trivulzio (1479–1512) és Paola Gonzaga (1486–1519) fiához, Gian Francesco Trivulzióhoz (megh. 1573) ment feleségül.
Teodoro Trivulziónak három házasságon kívül született leánya is ismert:
- Laura – Antonia Maria Crivelli milánói patrícius felesége
- Elisabetta – Pagano da Rhô felesége
- Susanna – Troiano Senigo felesége

## Fordítás
Ez a szócikk részben vagy egészben  a   Théodore de Trivulce című francia Wikipédia-szócikk ezen változatának fordításán alapul.  Az eredeti cikk szerkesztőit annak laptörténete sorolja fel. Ez a jelzés csupán a megfogalmazás eredetét és a szerzői jogokat jelzi, nem szolgál a cikkben szereplő információk forrásmegjelöléseként.